# Alchemilla pycnantha
Alchemilla pycnantha é uma espécie de rosácea do gênero Alchemilla, pertencente à família Rosaceae.